# Fagernicka
Fagernicka (Pohlia melanodon) är en bladmossart som beskrevs av Arthur Jonathan Shaw 1981 [1982. Fagernicka ingår i släktet nickmossor, och familjen Bryaceae. Enligt den finländska rödlistan är arten nära hotad i Finland. Arten är reproducerande i Sverige. Artens livsmiljö är sjö- och älvstränder. Inga underarter finns listade i Catalogue of Life.